# クン・パオ!燃えよ鉄拳
「クン・パオ！燃えよ鉄拳」（クン・パオ!もえよてっけん、原題:Kung Pow! Enter the Fist）は2002年公開のアメリカのコメディ映画である。

## 概要
この映画のベースとなったのは1976年に制作された香港のカンフー映画「虎鶴雙形」（邦題：ドラゴン修行房、英題：Tiger and Crane Fist / Savage Killer）である。
監督のスティーヴ・オーデカークはこのフィルムにCG技術を使って主人公を自分自身と入れ替えるなど数々の大胆な画像編集を行い、また新しいシーンも撮影して追加、これに独自の吹き替えを付け加えて全く新しいコメディ作品として作り上げた。声の吹き替えもスティーヴ・オーデカークが全ての登場人物を一人で演じている。ちなみに日本語吹き替え版では西村雅彦がほぼ全ての役を演じている（ワォのみ田中敦子が吹き替えている）。
東京国際ファンタスティック映画祭2002（2002年10月25日-11月1日）に招待され、2002年10月28日に「親指ゴッドファーザー」「親指フランケン」などとともに渋谷パンテオンにてオールナイト上映された。
また、日本での上映時にはブルース・リーのグッズ、鼠やリスや牛などのぬいぐるみ、ヌンチャク、牛乳、この映画のチラシ、20世紀フォックスのDVDまたはビデオを持参すれば割引してくれるキャンペーンを開催した。

## ストーリー
貧しい家庭で生まれた選ばれし者（舌に顔がある）は、親を殺され鼠に育てられた。彼は復讐の旅に出る。

## スタッフ
- 監督：スティーヴ・オーデカーク Steve Oedekerk
- 製作：スティーヴ・オーデカーク

ポール・マーシャル Paul Marshal
トム・コランダ Tom Koranda
- 脚本：スティーヴ・オーデカーク
- 撮影：ジョン・J・コナー John J. Connor
- 編集：ポール・マーシャル
- 音楽：ロバート・フォーク Robert Folk
- セカンドユニット監督：スティーブ・ワン Steve Wang

## キャスト
- スティーヴ・オーデカーク Steve Oedekerk … 選ばれし者/声の吹き替え
- ロン・フェイ Lung Fei … イテテ師（ベティ）Master Pain
- レオ・リー Leo Lee … 若き日のイテテ師
- ジェニファー・タン Jennifer Tung … ワォ（ワンパイ）
- ツェ・リンリン Ling Ling Tse … リン
- ヤン・リン Lin Yan … 瀕死のリン
- リュー・チャーヤン Chia Yung Liu （ラウ・カーウィン Lau Kar Wing） … 弱虫のロー（チョコチクビ）
- チェン・ウェイロー Hui Lou Chen … マスター・タン
- マ・チー Chi Ma … マスター・ドー
- ジョン・B.キム Joon B. Kim … 部下
- トリ・トラン Tori Tran … 農家の女性
- ミン・ロー Lo Ming … 選ばれし者の父
- ペギー・ルー Peggy Lu … 選ばれし者の母
- アレッサンドロ・オラザバル Alejandro Olazabal … 選ばれし者の赤ちゃん時代
- ポーリーン・ゲレロ　Paulina Guerrero … 選ばれし者の姉
- エマニュエル・コハクラ　Emanuel Kohakura … 選ばれし者の兄

## 虎鶴雙形
- 英題：Tiger and Crane Fist / Savage Killer
- 邦題：ドラゴン修行房（テレビ放映タイトル）
- 製作国：香港
- 公開日：1976年8月5日

スタッフ
- 導演（監督）：王羽
- 監製：黄卓漢
- 製片：陸柏生、王峰
- 武術指導：劉家榮

キャスト
- ジミー・ウォング
- 劉家榮
- 謝玲玲
- 龍飛
- 陳慧樓
- 馬驥
- 雷俊
- 薛漢